# Bernhard Kretzschmar
Bernhard Kretzschmar (* 29. Dezember 1889 in Döbeln; † 16. Dezember 1972 in Dresden) war ein deutscher Maler und Grafiker. In seinem Frühwerk ein Vertreter der Neuen Sachlichkeit, dessen Werke bei den Nationalsozialisten als sogenannte „Entartete Kunst“ galten, erhielt er später für seine Grafiken und koloristischen Selbstbildnisse 1959 den Nationalpreis der DDR.

## Stationen
Bernhard Kretzschmar absolvierte 1904 eine Lehre als Dekorationsmaler. Von 1909 bis 1911 verfolgte er ein Studium an der Kunstgewerbeschule in Dresden. Wie zahlreiche Maler dieser Zeit (so Gregor Gog, Hans Bönnighausen) unternahm auch er Wanderungen durch Süddeutschland und die Schweiz (1911) und eine fast einjährige Reise nach Spanien und Italien (1913). An der Kunstakademie Dresden studierte er bei Robert Sterl, Richard Müller und Oskar Zwintscher. Von 1914 bis 1917 war er Meisterschüler von Carl Bantzer an der Dresdner Akademie. Dort begann seine Freundschaft mit Peter August Böckstiegel und Conrad Felixmüller, mit denen er später die Gruppe 1917 gründete.
Am 26. August 1916 heiratete er Susanna Uhmann, die 1941 starb. Ein Jahr lang war Kretzschmar 1917/1918 Sanitätssoldat in Bautzen. Nach dem Ende des Ersten Weltkriegs wurde er 1918 in Gostritz bei Dresden ansässig und war von 1919 bis 1920 Meisterschüler bei Robert Sterl an der Dresdner Akademie. 1920 vernichtete er seine gesamte bisherige künstlerische Produktion und begann, expressionistische und expressiv-realistische Grafiken zu schaffen, die ihm schnell Ruhm eintrugen. Der einflussreiche Kunstkritiker Julius Meier-Graefe förderte ihn. In den 1920er Jahren näherte er sich in seinen Arbeiten der Neuen Sachlichkeit an.
Bernhard Kretzschmar war Mitbegründer der Dresdner Sezession 1932. 1936 wurde sein Werk in einer Einzelausstellung im Carnegie-Institut in Pittsburgh gezeigt. 1937 wurden in der NS-Aktion „Entartete Kunst“ eine bedeutende Anzahl von Druckgrafiken und Aquarellen Kretzschmars aus der Kunsthalle Bremen, dem Schlesischen Museum der Bildenden Künste Breslau, der Städtischen Kunstsammlung Chemnitz, der Staatlichen Gemäldegalerie, dem Kupferstichkabinett und dem Stadtmuseum Dresden, dem Museum Folkwang Essen, dem Museum der bildenden Künste der Städtischen Kunsthalle Mannheim, der Städtischen Galerie Nürnberg, dem Staatlichen Museum Saarbrücken und der Städtischen Bildergalerie Wuppertal-Elberfeld beschlagnahmt. Die meisten wurden anschließend zerstört.
Am 13. Februar 1945 wurde ein großer Teil des Werkes durch Bomben zerstört, als die damaligen Luftangriffe auch sein Atelier in der Polytechnischen Schule am Antonsplatz trafen. 2012 tauchte beim Schwabinger Kunstfund ein Aquarell Straßenbahn auf.
Nach dem Krieg war Bernhard Kretzschmar ab 1946 Professor an der Hochschule für bildende Künste in Dresden, wo einer seiner Schüler A. R. Penck (1956/1957) war. In dieser Zeit war er besonders den Malern Karl Kröner und Wilhelm Lachnit verbunden, mit denen er zum Malen an die Ostseeküste fuhr. Er unternahm gemeinsam mit dem Bildhauer Fritz Cremer und dem Maler Harald Metzkes 1954 eine Reise in die Volksrepublik China. Anfang der 1950er Jahre lernte er die Malerin Hilde Stilijanov und ihren Sohn Peter kennen. Stilijanov und er heirateten 1958.
Hauptsächlich zeichnete er von 1955 bis 1972 noch koloristische Bilder (besonders Selbstbildnisse). Ab 1969 war er korrespondierendes Mitglied der Deutschen Akademie der Künste in Ost-Berlin. Werke Kretzschmars befinden sich u. a. im Besitz von Museen in Barcelona, Berlin, Bremen, Chemnitz, Dresden, Essen, Frankfurt a. M., Halle a. S., Hamburg, Köln, Kopenhagen, Leipzig, Madrid, Mannheim, München, Prag, Rio de Janeiro, Rostock, Saarbrücken, Wien, Winterthur, Zürich und Zwickau.
Kretzschmar hatte eine große Anzahl von Einzelausstellungen und Ausstellungsbeteiligungen. In der Ostzone bzw. der DDR war er an den meisten wichtigen überregionalen Ausstellungen beteiligt, u. a. von 1946 bis 1978 an allen Deutschen Kunstausstellungen bzw. Kunstausstellungen der DDR in Dresden. Noch 1989 – in der Euphorie der politischen Wende – fand eine große Ausstellung im Albertinum Dresden statt. 2018 zeigte die Städtische Galerie Dresden eine Retrospektive zu Bernhard Kretzschmar.
Fritz Löffler nannte ihn eine der bedeutendsten Künstlerpersönlichkeiten der Stadt Dresden, in der er über sechs Jahrzehnte lebte. Und fährt fort: „Doch Kretzschmar gehörte nicht nur zu den großen malerischen Gestaltern seine Zeit, sondern er wirkte auch in Wort und Schrift mit seiner ganzen Persönlichkeit für eine unabdingbare Bedeutung des künstlerischen Schaffens als Sinngebung des Lebens.“

## Ehrungen
- 1959: Nationalpreis der DDR III. Klasse, für die Gemälde Blick auf Stalinstadt und Dr. Lothar Bolz
- 1969: Martin-Andersen-Nexö-Kunstpreis

## Bildliche Darstellung Kretzschmars

### In der bildenden Kunst

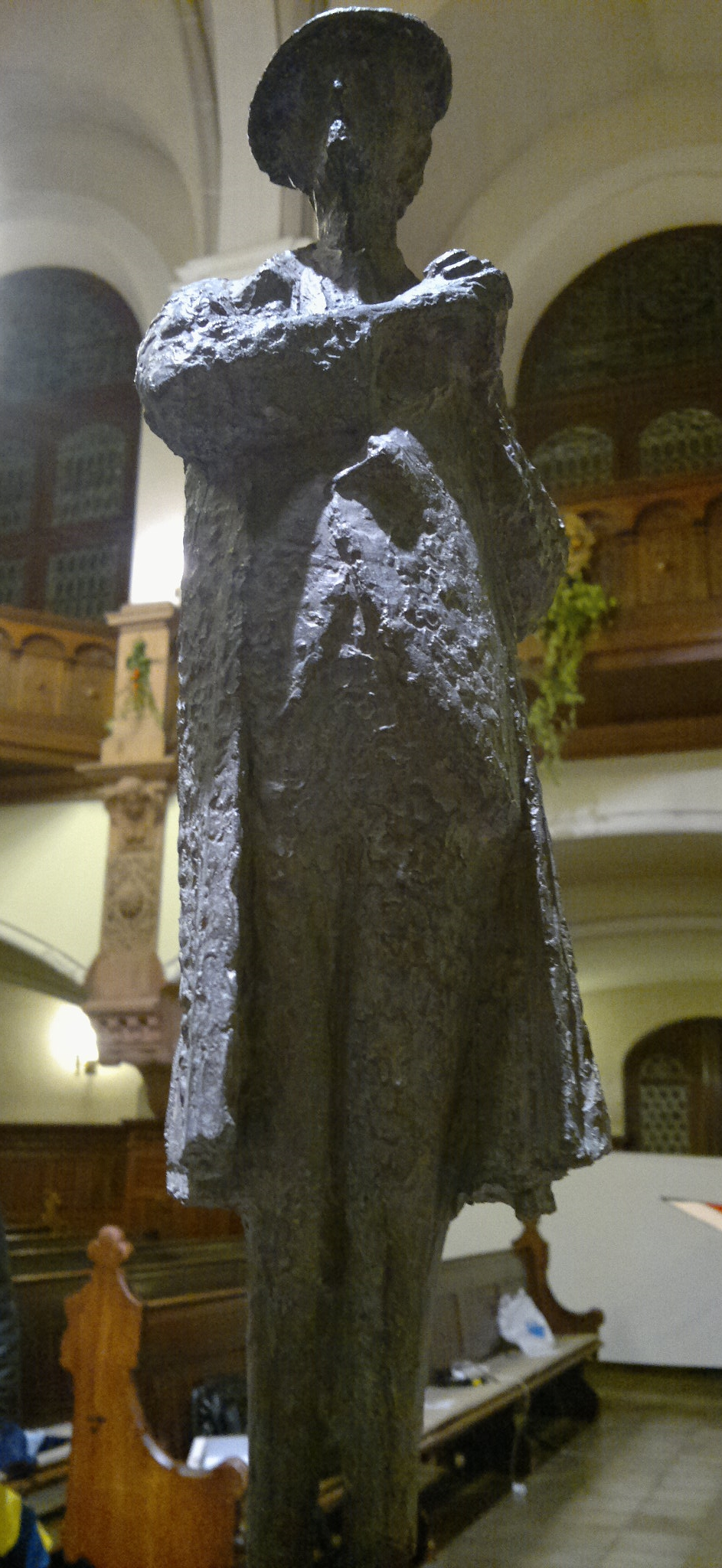
Kleine Statue mit Porträt von Bernhard Kretzschmar.
Bildhauer Helmut Heinze – 1974

- Helmut Heinze: Prof. B. Kretzschmar (Porträtstatuette, Bronze; um 1974)[7]

- Eugen Hoffmann: Porträt Bernhard Kretzschmar (Skulptur, Gips; um 1958)[8]

### Fotografische Darstellung
- Christine Stephan-Brosch: Porträt Bernhard Kretzschmar (1963)[9]

## Werke (Auswahl)
Bernhard Kretzschmar widmete mehrere seiner Gemälde der Marienstraße in Dresden: Marienstraße im Winter, Die Marienstraße im Tauwetter und Marienstraße in Dresden.
Nachfolgende 10 Gemälde aus „Verzeichnis der ausgestellten Werke“Geschichtsverein Dresden-Kaitz.
- ohne Jahr: Säcke schleppende Männer – Feder, Pinsel, Tusche, Kupferstich-Kabinett Dresden
- 1913: Markt in La Palama – Öl auf Leinwand
- 1916: Bildnis Susanna – Öl auf Leinwand – Albertinum Dresden
- 1916: Winterlandschaft am Kaitzbach – Öl auf Leinwand – Albertinum Dresden
- 1916: Mein Vater auf dem Schneidertisch – Öl auf Leinwand – Albertinum Dresden
- 1921: Bürgerwiese – Öl auf Leinwand – Kunstausstellung Kühl, Dresden
- 1923: Döbeln am Sonntag – Öl auf Sperrholz – Stadtmuseum Döbeln
- 1927: Konfektion – Öl auf Sperrholz – Staatliche Museen zu Berlin, Nationalgalerie
- 1935: Frühlingsblumen und Bäckermädchen – Öl auf textilem Bildträger – Kunsthalle Mannheim
- 1961: Bildnis Dr. Fritz Löffler – Öl auf Hartfaserplatte – 1990 erworben von Kunsthandlung Kühl, Dresden